# Držkovce
Držkovce este o comună slovacă, aflată în districtul Revúca din regiunea Banská Bystrica. Localitatea se află la altitudinea de 219 m deasupra n.m., se întinde pe o suprafață de 20,69 km2 și în 2017 număra 582 de locuitori. Se învecinează cu Leváre, Licince, Šivetice, Skerešovo, Višňové, Revúca și Prihradzany.

## Istoric
Localitatea Držkovce este atestată documentar din 1243.

## Demografie
| An:                | 1994 | 2004    | 2014    | 2024   |
| ------------------ | ---- | ------- | ------- | ------ |
| Număr de persoane: | 462  | 511     | 572     | 569    |
| Diferență:         |      | +10,60% | +11,93% | −0,52% |

| An:                | 2023 | 2024   |
| ------------------ | ---- | ------ |
| Număr de persoane: | 564  | 569    |
| Diferență:         |      | +0,88% |